# 偶然の恋人
『偶然の恋人』（原題: Bounce）は、2000年公開のアメリカ映画。ドン・ルース監督、ベン・アフレック、グウィネス・パルトロウ主演。製作費は約34億円。（3600万ドル）。全米では11月15日に、日本では2001年3月3日に公開された。

## あらすじ
ロスの広告代理店で働くバディは、出張帰りに天候不良でシカゴの空港に足止めされた。彼は空港で知り会った、帰りを急ぐグレッグに自分の早い便のチケットを譲る。だがその飛行機が墜落。グレッグの死に深い罪悪感を抱いたバディは、数ヶ月後、思い切ってグレッグの妻アビーを訪ねる。ただ、彼女の力になりたいと思っていたバディだったが、ふたりに訪れてしまった恋。バディはチケットを譲ったことがだんだん言えなくなってしまう。でもそんな思いはおかまいなしに恋は加速していって…。

## 登場人物
バディ・アマラル
演 - ベン・アフレック
広告代理店で働く男。
アビー・ジャネロ
演 - グウィネス・パルトロウ
グレッグの妻。
グレッグ・ジャネロ
演 - トニー・ゴールドウィン
TV構成作家。
スコット・ジャネロ
演 - アレックス・D・リンツ
アビーとグレッグの息子。
ジョーイ・ジャネロ
演 - デヴィッド・ドーフマン
アビーとグレッグの息子。
ミミ・プラガー
演 - ナターシャ・ヘンストリッジ
バディが偶然知り合った女。臓器開発の仕事をしている。
ジム・ウィラー
演 - ジョー・モートン
バディの上司。
セス
演 - ジョニー・ガレッキ
バディの部下。
ジャニス・グエレッロ
演 - ジェニファー・グレイ
バディの友人。

## キャスト
| 役名                 | 俳優                       | 日本語吹替   |
| -------------------- | -------------------------- | ------------ |
| バディ・アマラル     | ベン・アフレック           | 森川智之     |
| アビー・ジャネロ     | グウィネス・パルトロウ     | 山崎美貴     |
| グレッグ・ジャネロ   | トニー・ゴールドウィン     | 入江崇史     |
| スコット・ジャネロ   | アレックス・D・リンツ      | くまいもとこ |
| ジョーイ・ジャネロ   | デヴィッド・ドーフマン     | 出口佳代     |
| ミミ・プラガー       | ナターシャ・ヘンストリッジ | 湯屋敦子     |
| ジム・ウィラー       | ジョー・モートン           | 宝亀克寿     |
| セス                 | ジョニー・ガレッキ         | 花輪英司     |
| ジャニス・グエレッロ | ジェニファー・グレイ       | 小林沙苗     |